# Castell Palau de la Baronia (Alcàsser)
El Castell Palau de la Baronia es troba a la plaça del Castell, al municipi d'Alcàsser, a la comarca de l'Horta Sud de la província de València. El castell palau de la Baronia va ser construït al segle xv amb els fonaments del castell àrab d'Alcàsser. Es troba sota la protecció de la Declaració genèrica del Decret de 22 d'abril de 1949, i la Llei 16/1985 sobre el Patrimoni Històric Espanyol, i està catalogat com a Bé d'Interès Cultural segons consta a la Direcció General de Patrimoni Cultural de la Conselleria d'Educació, Cultura i Esports de la Generalitat Valenciana, amb codi: 46.16.015-002, i no presenta encara anotació ministerial.

## Història
La població  musulmana va ser conquistada per Jaume I d'Aragó, qui la va cedir a 1248 a Artal de Foces. El seu senyoriu va passar per diverses famílies fins que l'any 1443 va ser elevada a la categoria de baronia, sent el seu primer titular Joan Català i Sanoguera. Va mantenir una dependència contínua de la veïna Picassent fins a 1784.
Durant la dominació musulmana, la població d'Alcàsser estava dotada d'un castell àrab els basaments serien utilitzats, al segle xv, per l'edificació del palau de la Baronia. Es tracta aquest d'un palau residencial dels nobles i, per això, símbol del poder de la senyoria. Però, després d'uns primers segles d'esplendor, va ser caient en desús, i fins a ser pràcticament abandonat i arribar a l'estat de ruïna.
L'Ajuntament va rescatar el que quedava de l'edifici i el va restaurar i rehabilitar per convertir-lo en seu de l'actual Consistori Municipal. Amb els successius desusos i abandonaments i les posteriors reformes, es van anar perdent gran part de les seves característiques constructives originals, especialment les fortificades i defensives.
Residència dels nobles i símbol del poder de la senyoria, després d'uns primers segles d'esplendor va caure en desús, i finalment molt deixat i en ruïna. L'Ajuntament va rescatar el que quedava de l'edifici i el va restaurar i rehabilitar per convertir-lo en seu del consistori, per la qual cosa, encara que es troba en un perfecte estat, ha perdut lògicament bona part del seu aspecte original i molts dels seus elements, especialment els fortificats i defensius.